# Plchovice
Plchovice (německy Pilchowitz) jsou obec v okrese Ústí nad Orlicí v Pardubickém kraji. Žije zde 67 obyvatel.

## Historie
První písemná zmínka o obci pochází z roku 1342. Na místním panství se za dobu jeho existence vystřídalo několik majitelů (v pořadí od nejstaršího): Jan Krušina z Lichtenburka, Hynek Hlaváček ze Třebechovic, Jindřich z Minsterberka, Vilém z Pernštejna a Václav Hrzán z Harasova a na Jenštejně. Osada Smetana, která je součástí Plchovic, byla založena již na počátku 18. století; první písemný pramen který toto dokládá – Plchovická pozemková kniha –, je z roku 1732.

## Obyvatelstvo
| Rok            | 1869 | 1880 | 1890 | 1900 | 1910 | 1921 | 1930 | 1950 | 1961 | 1970 | 1980 | 1991 | 2001 | 2011 | 2021 |
| -------------- | ---- | ---- | ---- | ---- | ---- | ---- | ---- | ---- | ---- | ---- | ---- | ---- | ---- | ---- | ---- |
| Počet obyvatel | 208  | 203  | 227  | 211  | 202  | 191  | 191  | 121  | 105  | 108  | 113  | 78   | 85   | 84   | 66   |
| Počet domů     | 36   | 36   | 37   | 39   | 37   | 38   | 39   | 37   | 33   | 35   | 35   | 36   | 36   | 36   | 37   |

## Obecní správa
Mezi lety 1869–1988 Plešnice byly obcí v okrese Vysoké Mýto (1869–1950) a později v okrese Ústí nad Orlicí. Od 1. ledna 1989 do 31. prosince 1991 patřily jako část města k Chocni a od 1. ledna 1992 jsou opět samostatnou obcí.

### Části obce
- Plchovice
- Smetana

### Obecní symboly
Znak a vlajka byly obci uděleny rozhodnutím předsedy Poslanecké sněmovny Parlamentu České republiky dne 11. července 2019.

## Doprava
Obcí prochází krajská silnice II. třídy č. 317.

## Pamětihodnosti
Technickou památkou je zavodňovací vodní kanál postavený roku 1853 hrabětem Františkem Kinským, původně určený pro zavlažování luk v okolí Růženina dvora. K roku 2018 je kanál v dobrém technickém stavu a při povodních v roce 1997 pomáhal odvést ze vsi vodu a snížit tím následky povodně. Kanál je 3,1 m široký, 1,3 m vysoký a 145 m dlouhý. Náhon vody do kanálu zajišťuje řeka Orlice a potok Jordán.

## Volný čas
V části obce Smetana se nachází zahradní železnice o rozchodu 450 mm.

## Galerie

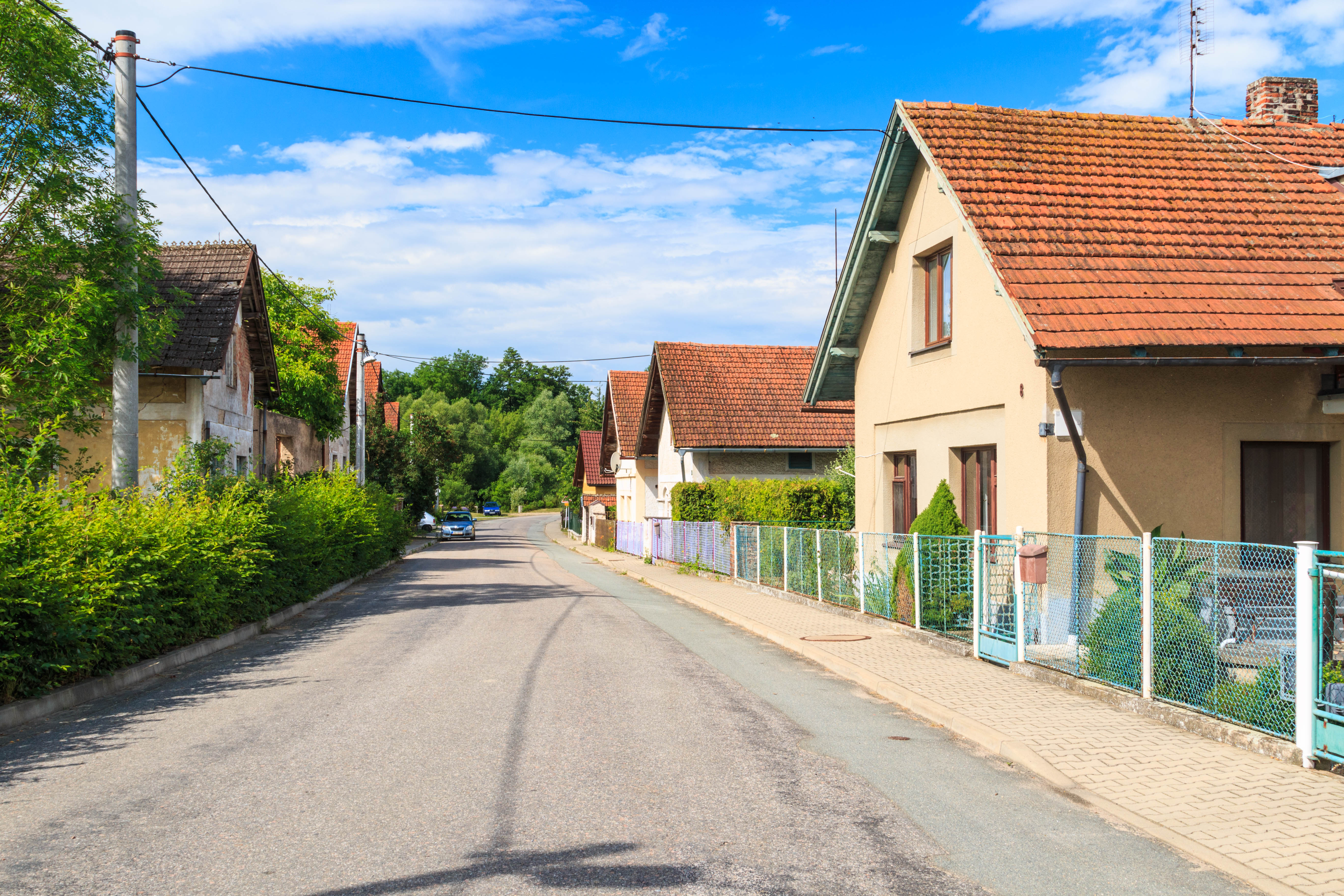
Ulice v obci
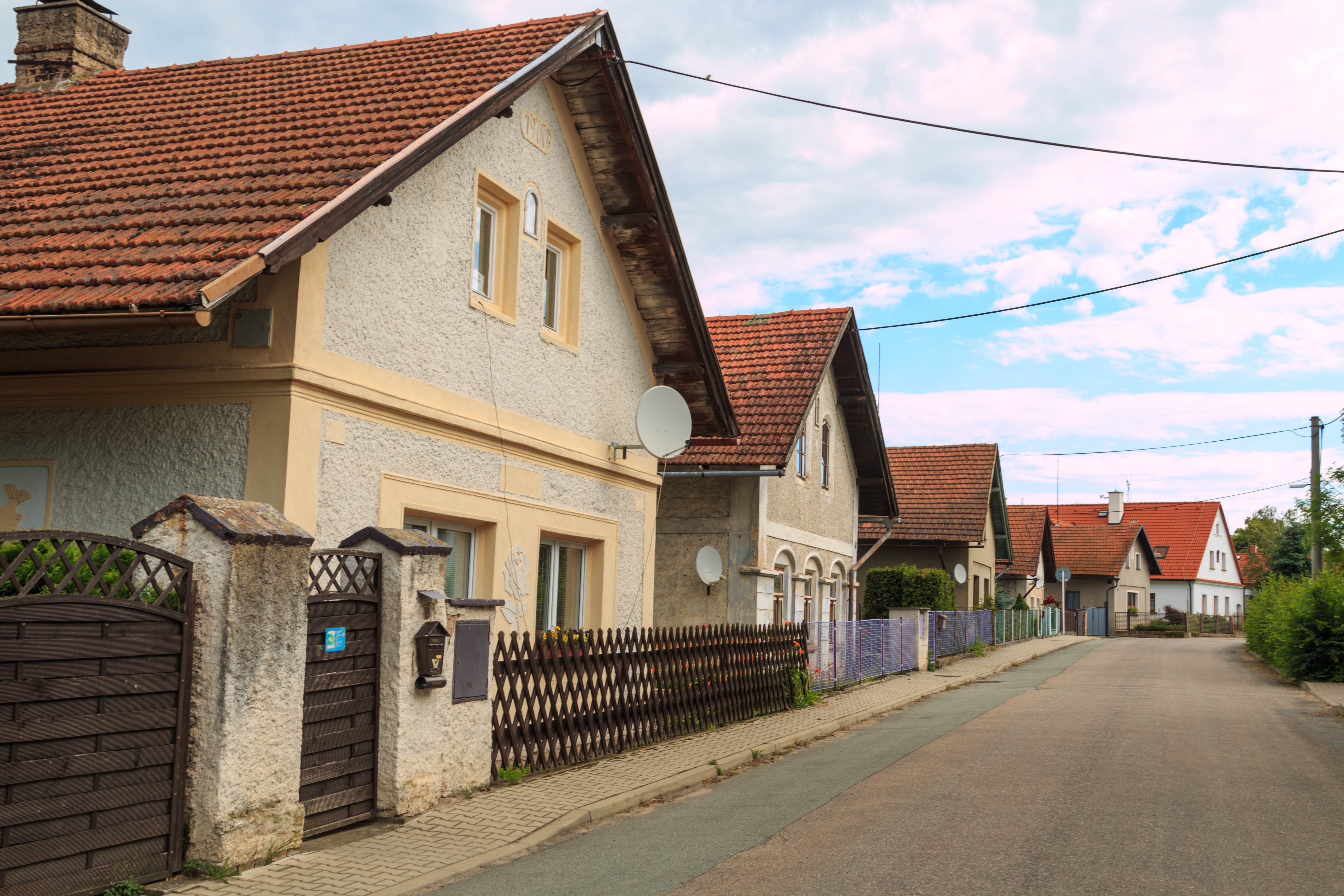
Ulice v obci
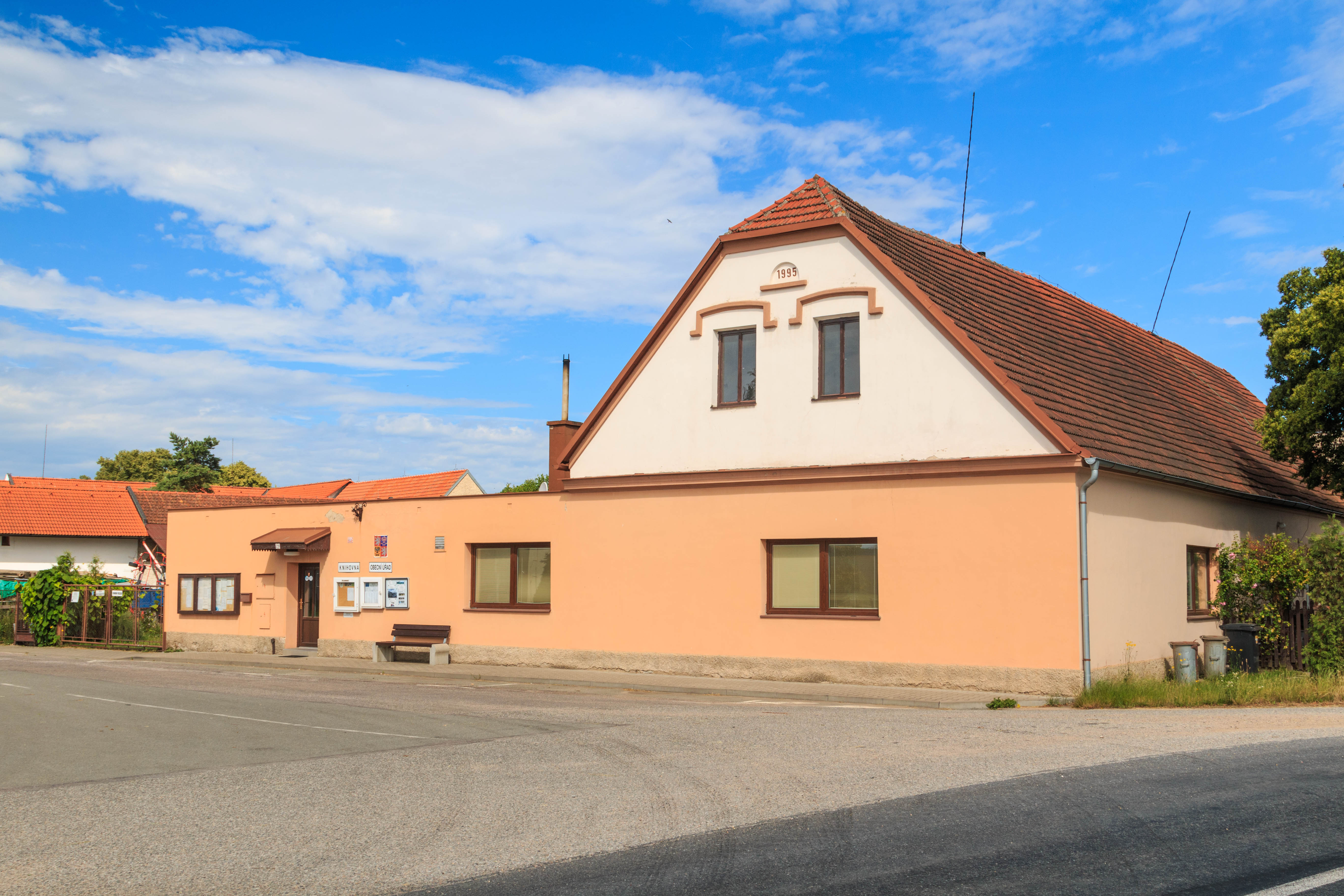
Obecní úřad
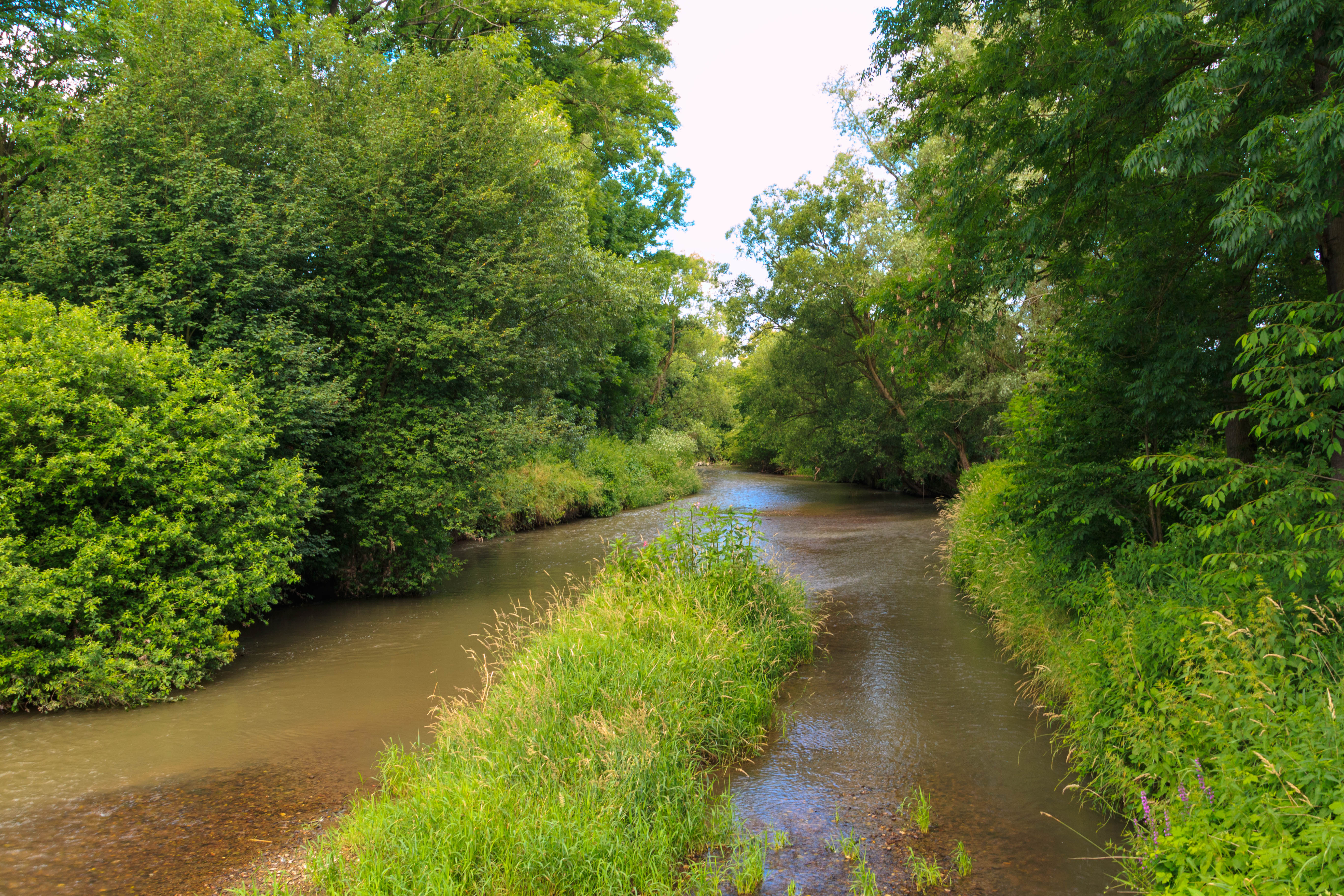
Tichá Orlice
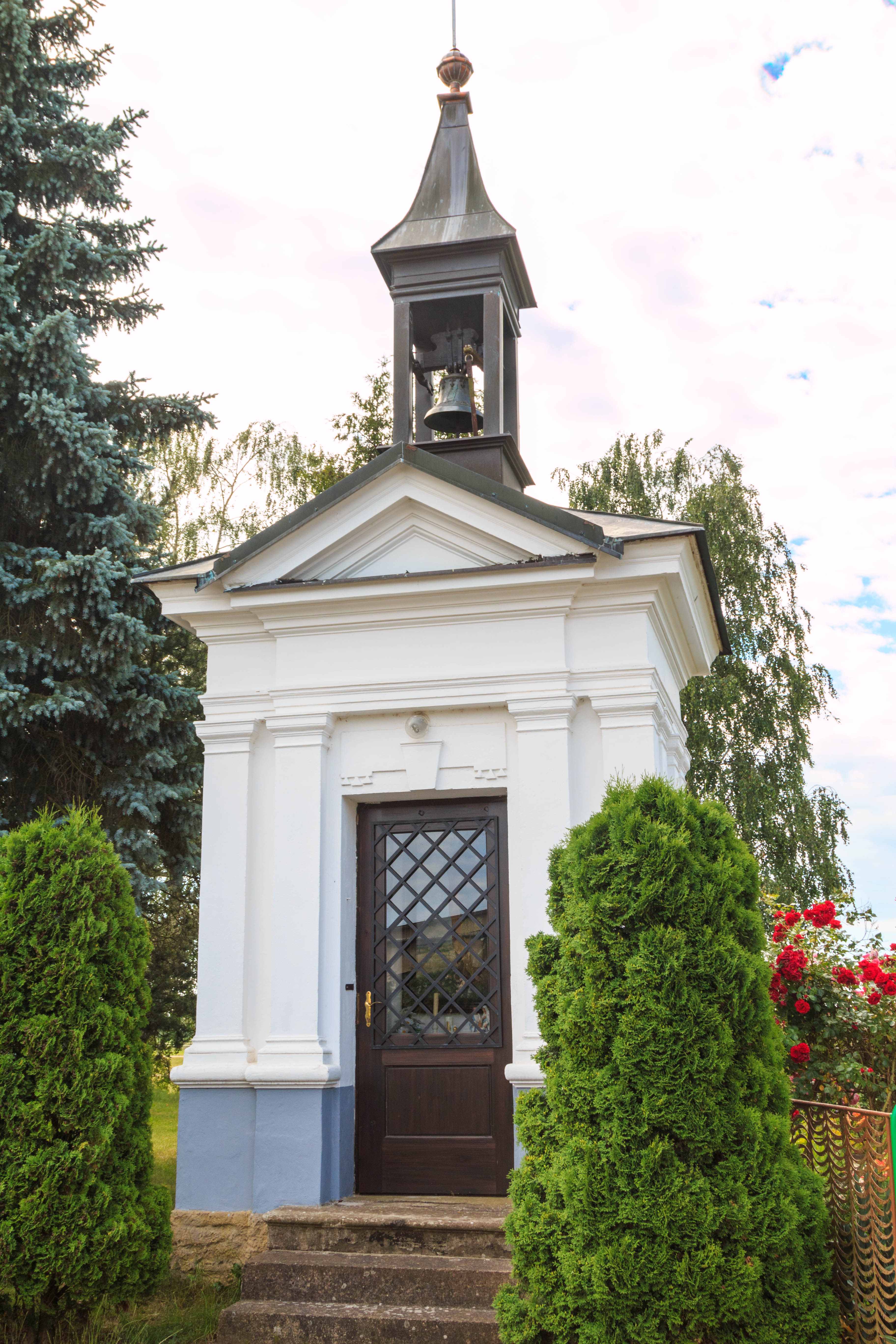
Kaple
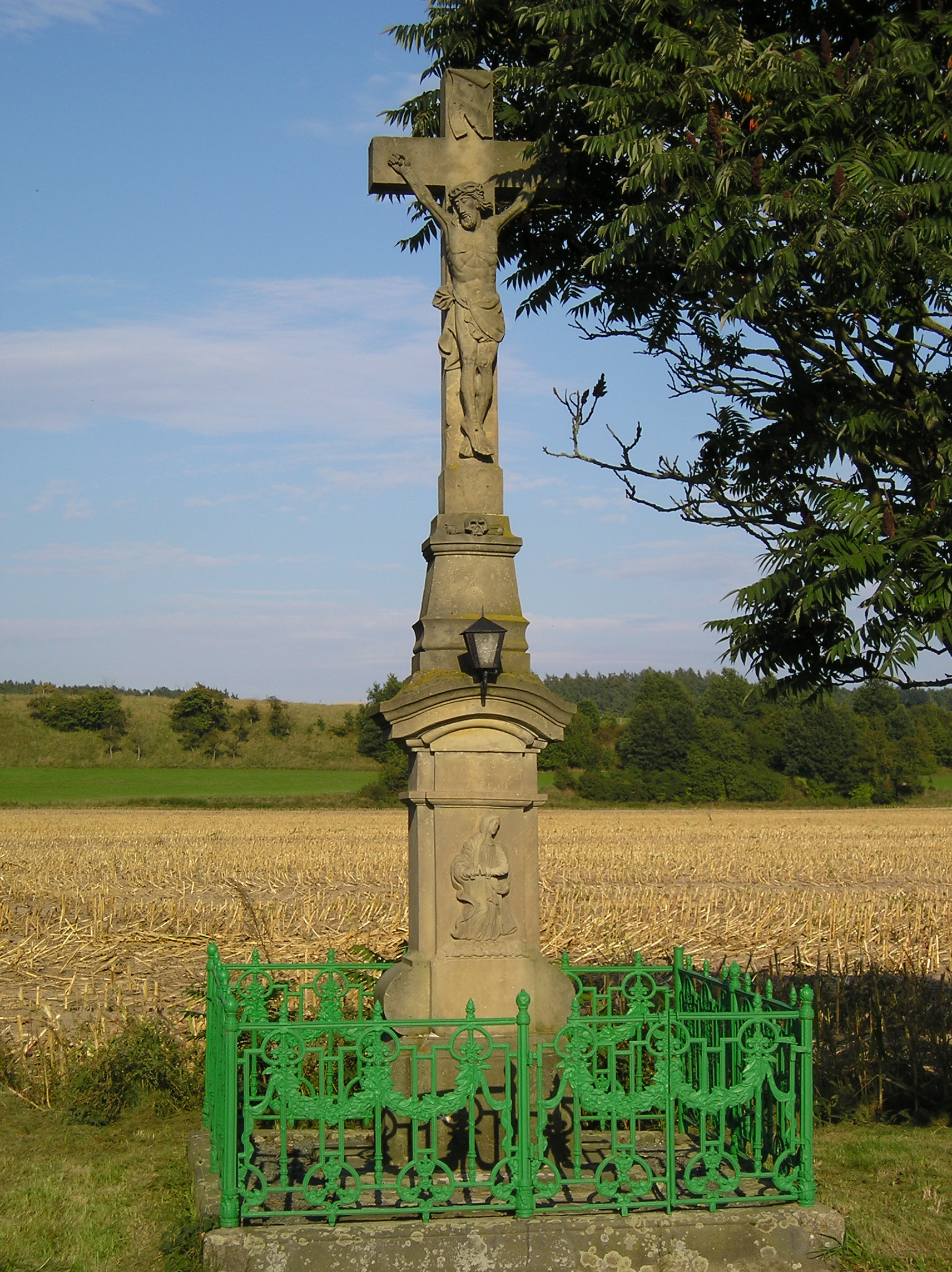
Kříž